# Валтр Комарек
Валтр Комарек (чеш. Valtr Komárek; Ходоњин, 10. август 1930 — Праг, 16. мај 2013) био је чешки економиста и политичар.
Комарек је 1946. приступио Комунистичкој партији Чехословачке, где је остао све до 1990. године. Као комуниста је обављао многе економске функције у тадашњој влади, па је једно време био и саветник Че Геваре. Био је сарадник прогностичког завода и економског завода Чехословачке академије наука. После нормализације није се слагао са конзервативним економским правцем владе и придружио се опозицији.
Учествовао је у Плишаној револуцији 1989, догађају који је завршио 40 година владавине комунистичке странке у Чехословачкој и створио услове за мирну трансформацију према демократији западног типа. Био је први потпредседник такозване „владе народног споразума“ - прве владе после одласка комуниста са власти, посланик Федералне скупштине и председник Чешке социјалдемократске странке све до доласка Милоша Земана 1992. године. У Чешкој се сматра једним од најзначајнијих личности економске трансформаицје прве половине 90-их. Од марта 2011. до своје смрти је био почасни председник чешке социјалдемократије.
Валтр Комарек је умро 16. маја 2013. након дуге болести.